# Château de Dortan
Le château de Dortan est un manoir des XVe – XVIe siècles remanié au XVIIIe et restauré au XIXe siècle, centre de la seigneurie de Dortan, qui se dresse sur le territoire de la commune française de Dortan, dans le département de l'Ain, en région Auvergne-Rhône-Alpes.
Il succède à un ancien château fort élevé probablement au XIIe siècle, qui du fait de sa position eut à subir de nombreuses attaques dont celle des troupes de Richelieu en 1637.
Le château est inscrit au titre des monuments historiques.

## Localisation
Le château de Dortan est situé sur la commune de Dortan, dans le département français de l'Ain. Situé dans une position clef pour le Bugey, longtemps Savoyard, le château défendait la frontière avec le comté de Bourgogne, au niveau de l'axe Lyon-Saint-Claude.

## Historique

### Moyen Âge et époque moderne

Armes de la famille de Dortan.

Le château a appartenu pendant plus de 530 ans à la famille de Dortan. On trouve des traces de l'origine de cette famille en 1180 et 1200. Elle devait son fief de Dortan à l'abbé de Saint-Claude.
La seigneurie avec château fort est la possession dès la fin du XIIe siècle, de gentilshommes qui en portaient le nom et dont les plus anciens connus sont Lambert de Dortan, chevalier, et Geoffroy, son frère, qui firent une donation à la chartreuse de Portes.
Renaud, fils de Humbert, seigneur de Dortan, qui vivait de 1320 à 1347, fit construire en 1320, la grosse tour de son château. Humbert V, sire de Thoire-Villars souhaite alors la détruire, prétendant que Renaud ne pouvait la faire construire, ni fortifier sa maison, sans son consentement dans la mesure où il possédait la justice haute, moyenne et basse sur le château de Dortan. Quant à Renaud, il soutenait, que bien que le sire de Villars en ait la justice, qu'il n'avait besoin de son accord tenant le château en fief de l'abbé et seigneur de Saint-Claude. Les seigneurs de Dortan en devaient le fief et l'hommage à l'abbé de Saint-Claude, et s'en virent décharger par la suite en considération des grandes assistances que l'abbé et le monastère avaient reçu des sires de Dortan.
Le différend fut porté devant Guillaume Ier de Sure archevêque et comte de Lyon, qui arbitra en son château de Pierre Scize à Lyon le mardi après la fête de la Madeleine en 1339 en présence de Thibaud de Chaumont, chanoine en l'église et comte de Lyon, d'Humbert de Gigny, sacristain de Saint-Paul de Lyon, d'Hugues seigneur de Cousan et de Thomas de Glareins, chevalier, en faveur du seigneur de Dortan, déclarant qu'il avait pu faire construire la dite tour sans la licence du sire de Villars, qu'il pouvait la hausser si bon lui semblait, creuser des fossés autour de sa maison et s'en servir pour faire la guerre à ses ennemis,.
En 1637, pendant les guerres de Franche-Comté, Louis de Dortan et son fils Philippe-François, prirent le parti des Comtois contre les troupes du roi Louis XIII. Pour les punir de leur félonie, un arrêt ordonna que leur terre soit confisquée, leur château patrimonial rasé, son sol labouré et semé de sel. Les deux coupables furent condamnés à être pendus ; mais l'exécution n'eut lieu qu'en effigie l'année suivante.
Le 6 février 1637, le roi, revenant sur l'arrêt, fit don au sieur de Reydellet, chevau-léger de la compagnie de sa garde, en récompense de ses bons services, du château et de la terre de Dortan, lequel, deux mois après, fit cession, moyennant finance, de tous ses droits aux anciens propriétaires.
Le château de Dortan et la seigneurie revint à une autre branche des Dortan, les seigneurs du Marteray et de la Barre en Dauphiné, lorsqu'en 1658 Jean-Philibert de Dortan les rachète.
En 1696, François de Dortan, fils de Gaspard de Dortan seigneur de Dortan et du Marterey, qui avait commis des méfaits à Oyonnax à la tête d'une troupe armée, est condamné par le parlement de Dijon à raser son château de Dortan et à semer du sel sur ses terres.
La terre resta dans la famille de Dortan jusqu'au 2 septembre 1720, époque où Jean-François de Dortan, grand chantre, chanoine-comte de Lyon, héritier substitué d'autre Jean-François de Dortan, seigneur dudit lieu, décédé à Strasbourg, le 26 juin 1708, la vend à Pierre Gaulthier, écuyer, seigneur de Pusignan, ancien échevin de Lyon, conseiller et secrétaire du roi. Son fils lui succède jusqu'à sa mort en 1787. Il est connu sous le nom de M. d'Uffelle et était un des amis de Voltaire qui vint le visiter à Dortan. Durant ces visites il faisait jouer au château ses pièces de théâtre et assista, dit-on, à la première représentation de sa tragédie de Tancrède.
Le château passa ensuite par succession de M. d'Uffelle à Claret de Fleurieu, ministre de la marine, qui décèdera en 1810.

### Époque contemporaine
Gaspard le frère de Claret de Fleurieu, vend en 1822 le château à divers propriétaires avant qu'il ne soit acquis en 1858 par un industriel lyonnais ; M. Noël Le Mire qui reconstruit la tour sud, aménage une nouvelle chapelle et restaure le château.
Le château est vendu par les héritiers de Noël Le Mire en 1898 aux Richoux, puis aux Roux.
Au cours du massacre de Dortan en 1944, le château de Dortan sert de quartier général aux troupes allemandes, établies dans le village depuis le 12 juillet. Des habitants de Dortan y seront détenus, torturés et exécutés.
En 1973 le château est vendu à M. Marius Rollet qui y emménage après le que château soit resté inoccupé pendant dix-huit ans.

## Description
Le château était à l'origine une forteresse. Les parties les plus visibles sont deux grosses tours carrées, la première au sud et la seconde au nord.
La première tour du château au sud, fut un donjon datant du Moyen Âge, mais le bâtiment d'origine a été détruit en 1637. Cette tour est bâtie sur un affleurement rocheux. La seconde au nord date des XVe – XVIe siècles.
L'ensemble fut remanié au XVIIIe siècle pour en faire une demeure de plaisance. Il est composé de deux corps de logis principaux séparés par une cour intérieure, fermée par les tours nord et sud, et dont les parties hautes remontent aux XIXe siècle. Le bâtiment des cuisines est du XIVe siècle. Le dernier étage de la tour sud flanquée d'échauguettes est occupé par la chapelle. Elle a été réalisée par Louis Sainte-Marie Perrin en 1864 dans un style néo-gothique.
On remarque à l'intérieur du château une salle d'armes avec une belle cheminée gothique, et à l'extérieur, un jardin à la française dans un grand parc abritant une source vauclusienne dite la source bleue, explorée sur 1 030 m jusqu'à une profondeur de −99 m, et qui fait toujours l'objet d'exploration spéléologique,,.

## Protection aux monuments historiques
Le château, y compris ses parties souterraines, avec l'esplanade ouest et le jardin sur terrasse au sud, le parc et son mur de clôture, le bâtiment de commun et le moulin-pompe sont inscrits au titre des monuments historiques par arrêté du 12 décembre 1997.